# 라이프치히-자카르타 목록
라이프치히-자카르타 목록(영어: Leipzig-Jakarta list)은 쉽게 차용되지 않는 단어 100개를 모아 놓은 단어 목록이다. 언어학자들은 이 목록을 사용하여 언어들이 얼마나 오랜 시간 전에 갈라졌는지 가늠할 수 있다. 라이프치히-자카르타 목록은 2009년에 발표되었다.
언어학자 모리스 스와데시는 1950년대에 스와데시 리스트라 불리는 200개 단어의 목록을 발표했다. 그는 이 200개의 단어들은 모든 언어에 존재하며 다른 언어로부터 차용될 가능성이 가장 낮은 단어들일 거라고 주장했다. 훗날 그는 이 목록을 100개 단어로 줄였다. 그러나 이 목록은 그의 직관에 의존해 만들어진 것이었고 근거가 충분하지 않았다.
이 문제를 해결하기 위해 차용어 유형론 프로젝트(Loanword Typology Project)와 세계 차용어 데이터베이스(World Loanword Database)가 시작되었다. 세계 각지 41개 언어의 전문가들이 각각의 언어로 어휘 목록을 만들고 각 단어들이 차용어일 가능성이 어느 정도인지 평가해 제출했고, 이를 바탕으로 가장 많은 언어에 나타나며 가장 덜 차용되는 단어 100개를 추려 라이프치히-자카르타 목록을 만들었다. 라이프치히-자카르타 목록과 100단어 스와데시 리스트에 모두 나타나는 단어들은 62개뿐으로, 두 목록 사이에는 38%의 차이가 있는 셈이다.
라이프치히-자카르타 목록의 단어 중 25%는 ‘입’, ‘눈’, ‘다리, 발’, ‘배꼽’, ‘간’, ‘무릎’ 등등 신체 부위의 이름이다. 동물 이름은 ‘물고기’, ‘새’, ‘개’, ‘이’, ‘개미’, ‘파리’의 여섯 개가 나타난다. 모두 사람이 사는 곳이라면 어디에나 있는 동물들이다.
항목 중 ‘집’, ‘이름’, ‘줄’, ‘묶다’는 비록 문화의 산물이지만 아마 오늘날 모든 인간 사회에서 찾아볼 수 있을 것이다. 프로젝트를 주도한 언어학자 마르틴 하스펠마트와 우리 타드모르는 "줄은 가장 기본적인 도구이고 묶기는 가장 기본적인 기술이다"라고 말하였다.

## 목록
다음은 라이프치히-자카르타 목록의 단어들을 의미적 안정성이 높은 순서대로, 즉 다른 언어에서 빌려올 가능성이 낮은 순서대로 늘어놓은 것이다.
- 1. fire (불)
- 2. nose (코)
- 3. to go (가다)
- 4. water (물)
- 5. mouth (입)
- 6. tongue (혀)
- 7. blood (피)
- 8. bone (뼈)
- 9. you (너)
- 10. root (뿌리)
- 11. to come (오다)
- 12. breast (가슴)
- 13. rain (비)
- 14. I/me (나)
- 15. name (이름)
- 15. louse (이 (벌레))
- 17. wing (날개)
- 18. flesh/meat (살/고기)
- 19. arm/hand (팔/손)
- 20. fly (파리)
- 21. night (밤)
- 22. ear (귀)
- 23. neck (목)
- 23. far (멀다)
- 25. to do/make (하다, 만들다)
- 26. house (집)
- 27. stone/rock (돌, 바위)
- 28. bitter ((맛이) 쓰다)
- 29. to say (말하다)
- 30. tooth (이)
- 31. hair (털)
- 32. big (크다)
- 33. one (하나)
- 34. who? (누구)
- 35. he/she/it (그)
- 36. to hit/beat (치다/때리다)
- 37. leg/foot (다리/발)
- 38. horn (뿔)
- 39. this (이것)
- 40. fish (물고기)
- 41. yesterday (어제)
- 42. to drink (마시다)
- 43. black (검다)
- 44. navel (배꼽)
- 45. to stand (서다)
- 46. to bite (물다)
- 47. back (등)
- 48. wind (바람)
- 49. smoke (연기)
- 50. what? (무엇)
- 51. child (아이)
- 52. egg (알)
- 53. to give (주다)
- 54. new (새)
- 55. to burn ((불)타다)
- 56. not (안 (부정사))
- 57. good (좋다)
- 58. to know (알다)
- 59. knee (무릎)
- 60. sand (모래)
- 61. to laugh (웃다)
- 62. to hear (듣다)
- 63. soil (흙)
- 64. leaf (잎)
- 65. red (붉다)
- 66. liver (간)
- 67. to hide (숨다)
- 68. skin/hide (갗/가죽)
- 69. to suck (빨다)
- 70. to carry (나르다)
- 71. ant (개미)
- 72. heavy (무겁다)
- 73. to take (들다)
- 74. old (늙다/낡다)
- 75. to eat (먹다)
- 76. thigh (허벅지)
- 77. thick (두껍다)
- 78. long (길다)
- 79. to blow (불다)
- 80. wood (나무)
- 81. to run (달리다)
- 82. to fall (떨어지다)
- 83. eye (눈 (신체))
- 84. ash (재)
- 85. tail (꼬리)
- 86. dog (개)
- 87. to cry/weep (울다)
- 88. to tie (묶다)
- 89. to see (보다)
- 90. sweet (달다)
- 91. rope (줄)
- 92. shade/shadow (그늘, 그림자)
- 93. bird (새)
- 94. salt (소금)
- 95. small (작다)
- 96. wide (넓다)
- 97. star (별)
- 98. in (-에)
- 99. hard (단단)
- 100. to crush/grind (으깨다/갈다)

## 스와데시 리스트와의 차이
라이프치히-자카르타 목록에는 있지만 100단어 스와데시 리스트에는 없는 단어들:
- ant (개미)
- back (등)
- bitter ((맛이) 쓰다)
- to blow (불다)
- to carry (나르다)
- child (아이)
- to crush/grind (으깨다/갈다)
- to cry/weep (울다)
- to do/make (하다/만들다)
- to fall (떨어지다)
- far (멀다)
- to go (가다)
- hard (단단)
- he/she/it (그)
- heavy (무겁다)
- to hide (숨다)
- house (집)
- in (-에)
- to laugh (웃다)
- navel (배꼽)
- old (늙다)
- rope (줄)
- to run (달리다)
- salt (소금)
- shade/shadow (그늘/그림자)
- to hit/beat (치다/때리다)
- to suck (빨다)
- sweet (달다)
- to take (들다)
- thick (두껍다)
- thigh (허벅지)
- to tie (묶다)
- wide (넓다)
- wind (바람)
- wing (날개)
- wood (나무)
- yesterday (어제)

100단어 스와데시 리스트에는 있지만 라이프치히-자카르타 목록에는 없는 단어들:
- all (모든)
- bark (나무껍질)
- belly (배 (신체))
- cloud (구름)
- cold (춥다)
- die (죽다)
- dry (마르다)
- feather (깃털)
- fingernail (손톱)
- full (가득)
- grease (기름)
- green (녹색)
- head (머리)
- heart (심장)
- hot (뜨겁다)
- kill (죽이다)
- lie (눕다)
- man (남자)
- many (많다)
- moon (달)
- mountain (산, 뫼)
- path (길)
- person (사람)
- round (둥글다)
- seed (씨)
- sit (앉다)
- sleep (자다)
- sun (해)
- swim (헤엄치다)
- that (저)
- tree (나무)
- two (둘)
- walk (걷다)
- we (우리)
- white (희다)
- woman (여자)
- yellow (노랗다)

## 같이 보기
- 스와데시 리스트

## 참고 문헌
- Haspelmath, Martin and Uri Tadmor (eds.) (2009). 《Loanwords in the World’s Languages: A Comparative Handbook》. Berlin and New York: Mouton de Gruyter.
- Haspelmath, Martin and Uri Tadmor (eds.) (2009). 《World Loanword Database》. Leipzig: Max Planck Institute for Evolutionary Anthropology.